# Rufus Porter
Rufus Porter (Amite, 18 maggio 1965) è un ex giocatore di football americano statunitense che ha giocato nel ruolo di linebacker nella National Football League (NFL). Al college ha giocato a football alla Southern University.

## Carriera professionistica
Porter non fu scelto nel Draft NFL 1988 ma firmò come free agent coi Seattle Seahawks. Nella sua stagione da rookie disputò tutte le 16 partite, venendo convocato per il Pro Bowl. La successiva mise a segno 10,5 sack bissando la convocazione al Pro Bowl e venendo inserito nella formazione ideale della stagione All-Pro. Rimase ai Seahawks fino al 1994, dopo di che trascorse due stagioni coi New Orleans Saints e una coi Tampa Bay Buccaneers prima di ritirarsi.

## Palmarès
- (2) Pro Bowl (1988, 1989)
- First-team All-Pro (1989)
- Steve Largent Award (1991)
- Formazione ideale del 35º anniversario dei Seahawks
- 50 migliori giocatori del 50º anniversario dei Seahawks

## Statistiche
| Partite totali | 135 |
| Sack           | 41  |
| Intercetti     | 3   |